# Dřevohostice
Dřevohostice (deutsch Drewohostitz, früher Drzewohostitz) ist eine Minderstadt in Tschechien. Sie liegt sieben Kilometer nordwestlich von Bystřice pod Hostýnem und gehört zum Okres Přerov.

## Geographie

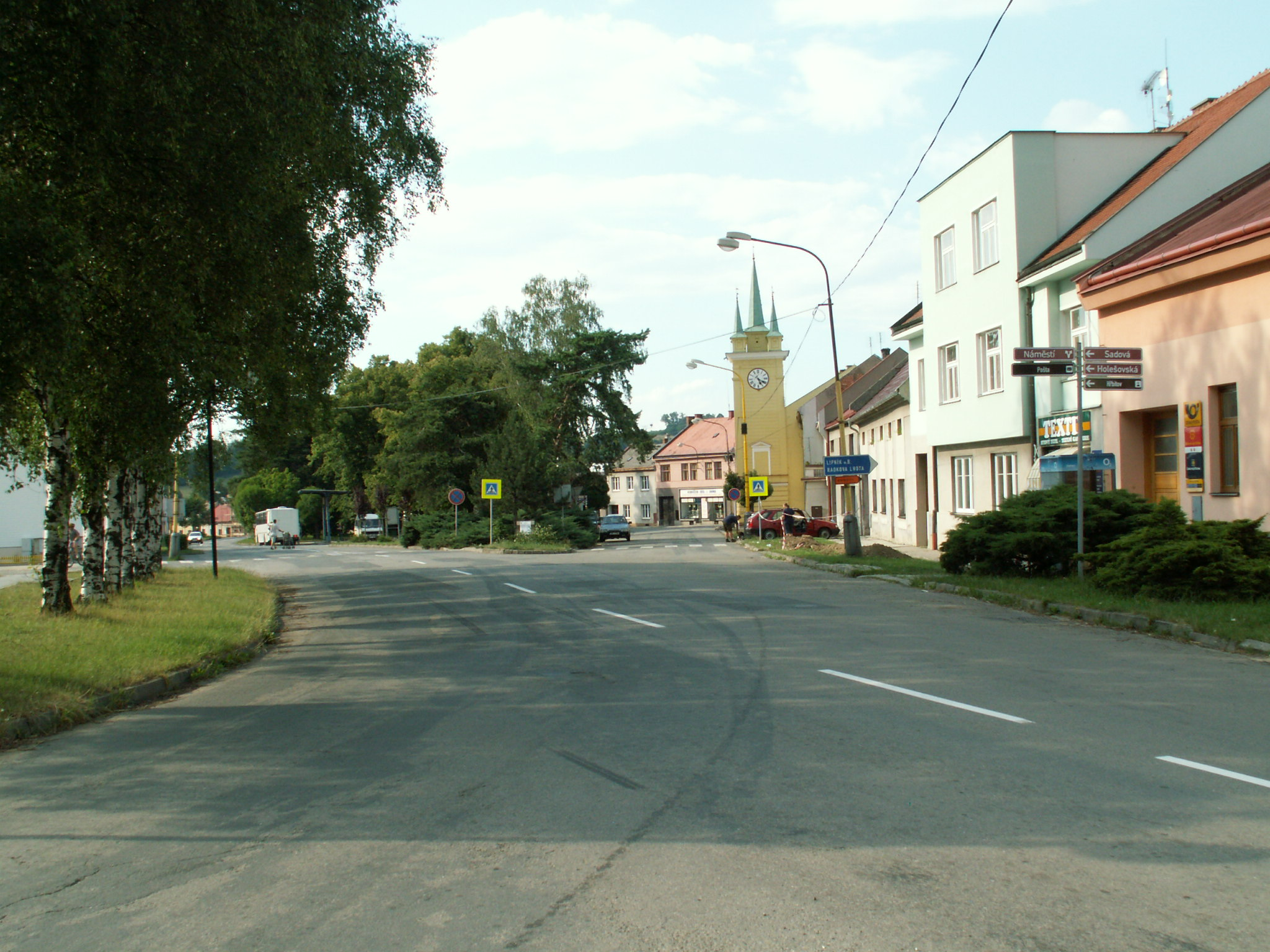
Marktplatz

Dřevohostice befindet sich linksseitig der Moštěnka an der Einmündung der Bystřička in der Podbeskydská pahorkatina (Vorbeskidenhügelland). Der historische Ortskern und das Schloss liegen links der Bystřička, nach Südosten hat sich Dřevohostice über die Bystřička bis an die Mündung des Baches Lutětinka ausgedehnt. Nördlich erhebt sich der Zajíček (309 m), im Osten der Šiškovec und die Kroušovy (317 m), südöstlich der Nad Rampliskem (305 m), im Süden die Šibenice (300 m) und Olehlá (316 m), südwestlich die Tereza (312 m), Kozrálská (283 m) und Líšenský Mlýn (260 m) sowie im Nordwesten die Kopaniny (284 m).
Nachbarorte sind Šišma und Bezuchov im Norden, Radkova Lhota, Radkovy und Sovadina im Nordosten, Mrlínek und Bažantnice im Osten, Bystřice pod Hostýnem, Rychlov, Křtomil und Lipová im Südosten, Prusinovice, Pacetluky und Kozrál im Süden, Líšná im Südwesten, Novosady und Turovice im Westen sowie Podolí und Nahošovice im Nordwesten.

## Geschichte
Archäologische Funde belegen eine frühzeitliche Besiedlung der Gegend. Auf den Fluren des Städtchens wurden Schliffe der jungsteinzeitlichen Bandkeramikkultur aufgefunden. Nordwestlich des Ortes auf den Katastern von Nahošovice, Bezuchov und Hradčany wurden zwischen 1899 und 1920 durch František Přikryl und Innocenc Ladislav Červinka insgesamt 32 Hügelgräber der Glockenbecher- und Schnurkeramikkulturen entdeckt.
Die erste schriftliche Erwähnung von Trébogastici erfolgte im Jahre 1326. Im Laufe der Zeit änderte sich der Name des Ortes über Trebohostice, Třebohostice, Drzwehostitz zu Dřevohostice. 1358 verkaufte Sudek von Dřevohostice eine Hälfte der Herrschaft an Drslaw von Schelmberg. Sudeks Erben Hereš und Ješek von Dřevohostice veräußerten zehn Jahre später die andere Hälfte an Ctibor von Cimburg. Dabei wurde Dřevohostice als oppidum bezeichnet und auch erstmals die Feste erwähnt. Ctibor erwarb 1371 auch die andere Hälfte der Herrschaft und erweiterte diese 1373 um Radkovy und einen Anteil von Lipová. Nachfolgender Besitzer wurde sein Sohn Předbor von Cimburg. Während der Hussitenkriege, in denen die Herren von Cimburg auf Seiten der Aufständischen kämpften, verödete die Herrschaft. Johann von Cimburg überließ 1447 die Feste, den Hof und das Städtchen Dřevohostice, den Hof und das Dorf Turovice, das wüste Dorf Radkovy und das halbe Dorf Lipová an Ulrich Stosch von Branitz (Oldřich Stoš z Bránic). Dessen Söhne Johann und Ulrich Stosch von Kaunitz (Stoš z Kouníc) gewährten den Bewohnern des Städtchen 1466 das Heimfallrecht. 1480 überschrieb Ulrich Stosch von Kaunitz (Oldřich Stoš z Kouníc) die Feste und das Städtchen Dřevohostice mit den zugehörigen Dörfern Turovice und Lhotka, einer Hälfte von Lipová sowie den wüsten Dörfern Radkovy und Karlov an die Brüder Johann, Bernhard, Wenzel und Heinrich von Zierotin. Diese ließen Radkovy wenig später wiederbesiedeln.
Im 16. Jahrhundert erhielt Dřevohostice Marktrechte. In dieser Zeit wurde Dřevohostice zu einem Zentrum der Mährischen Brüder, die das Städtchen „Sarepta“ nannten. 1561 gründeten die Brüder in Dřevohostice eine der ersten Schulen in Mähren. Im Jahre 1566 verkaufte Friedrich d. J. von Zierotin die gesamte Herrschaft an Hynek Pawlowsky von Widbach (Pavlovský z Vidbachu). Ihm folgte sein Sohn Johann und nach dessen Tode die Brüder Johann und Wilhelm Waneczky von Gemniczky (Vanecký z Jemničky). In den 1590er Jahren erwarb Karl der Ältere von Zerotein die Herrschaft Dřevohostice. 1617 verkaufte er die Herrschaft mit den zugehörigen Dörfern Turovice, Nahošovice, Hradčany, Šišma, Pavlovice, Prusínky, Kladníky, Bezuchov, Oprostovice, Žákovice, Mrlínek, Sovadina, Lhota, Radkovy, Lipová und Křtomil für 95.000 mährische Gulden an Jan Skrbenský von Hříště. Wegen seiner Beteiligung am Ständeaufstand 1618 verlor dieser nach der Schlacht am Weißen Berg seine Güter. Die Herrschaft Dřevohostice wurde an Zdeněk Vojtěch Popel von Lobkowicz verkauft. Die Mährischen Brüder mussten den Ort verlassen. Zdeněks Sohn Wenzel Eusebius von Lobkowicz veräußerte im Jahre 1635 die Dörfer Šišma, Kladníky, Bezuchov, Oprostovice, Žákovice, Mrlínek, Sovadina, Radkova Lhota, Radkovy, Lipová und Křtomil an den Besitzer der Herrschaft Bystřice pod Hostýnem, Johann Anton von Rottal. Die übriggebliebene Herrschaft verkaufte er 1646 an Maximilian von Waldstein, der sie 1649 an den Passauer Hofkanzler Johann Kaltschmidt von Eisenberg weiterveräußerte. Der älteste Nachweis über das Blutgericht stammt von 1659. Beim Stadtbrand vom 30. April 1674 wurde auch das Pfarrhaus und die katholische Kirche zerstört. 1693 verkaufte die Familie Kaltschmidt Dřevohostice an Friedrich von Oppersdorff, der im Jahr zuvor bereits Besitzer der Herrschaft Domaželice mit den Dörfern Čechy, Pavlovice und 13 Häusern von Tučín geworden war. Er vereinigte beide Herrschaften zu einer Herrschaft Dřevohostice-Domaželice.
Die ersten Zünfte in Dřevohostice sind 1710 nachweislich. 1713 trat die Domaželicer Herrschaft unter die peinliche Gerichtsbarkeit des Städtchens Dřevohostice, und am 12. Mai desselben Jahres wurde die Kindesmörderin Marina Cagašová aus Domaželice hingerichtet. Die letzte Hinrichtung in Dřevohostice fand 1731 statt; der Galgen befand sich auf dem Hügel Šibenice, das Schafott an der Stelle der Heiligkreuzkapelle gegenüber der Zuckerfabrik. Die Dřevohosticer Linie der Grafen von Oppersdorff erlosch 1798 im Mannesstamme. Das Erbe fiel gemeinschaftlich an die Geschwister Antonia von Oppersdorff und Josefine, verheiratete Matuschka von Topolczan. Nachdem Josefine 1799 verstorben war, erbte ihr Witwer Heinrich Bernhard Matuschka und dessen Söhne Eduard, Albrecht und Hermann ihren Anteil. Heinrich Bernhard Matuschka überlebte seine drei Söhne und heiratete schließlich seine Schwägerin Antonia, die 1815 starb. Am 4. November 1820 wurde er alleiniger Besitzer der Herrschaft, die er 1839 an Karl Anton Czeike von Badenfeld verkaufte. Im Jahre 1846 hatte Dřevohostice 1285 Einwohner.
Nach der Aufhebung der Patrimonialherrschaften bildete Dřevohoštice/Drzewohostitz ab 1850 eine Marktgemeinde in der Bezirkshauptmannschaft Holleschau. Ab 1868 gehörte der Ort zum Bezirk Holleschau und Gerichtsbezirk Bistritz. Zwischen 1865 und 1869 bestand in Dřevohostice eine Weberei, und von 1872 bis 1873 in Novosady eine Schuhfabrik. 1876 erbte nach dem Tode ihrer Mutter Leonie Skrbenský von Hříště, geborene Czeike von Badenfeld die Güter Domaželice und Dřevohostice. Sie verkaufte sie am 6. Oktober 1897 für 225.000 Gulden an die Marktgemeinde Dřevohostice. 1894 entstand in Dřevohostice eine Zuckerfabrik. Nachteilig für die wirtschaftliche Entwicklung des Ortes war der fehlende Eisenbahnanschluss. Im Zuge der Gebietsreform von 1960 kam der Ort zum Okres Přerov. 1964 wurden die Dörfer Nahošovice und Turovice dem Örtlichen Nationalausschuss angeschlossen, 1976 folgten noch Lipová, Křtomil, Oprostovice, Radkova Lhota, Radkovy und Bezuchov. Mit Ausnahme von Bezuchov wurden diese Dörfer 1983 gänzlich eingemeindet. Sie lösten sich 1990 wieder los. Die Zuckerfabrik wurde 1991 stillgelegt. Seit dem 23. April 2008 besitzt Dřevohostice wieder den Status eines Městys. Ethnographisch gehört der Ort zur Hanna-Region Záhoří.

## Ortsgliederung
Für den Městys Dřevohostice sind keine Ortsteile ausgewiesen. Zu Dřevohostice gehört die Ortslage Novosady (Neustift).

## Partnergemeinde
- Turawa, Polen (2009)

## Sehenswürdigkeiten

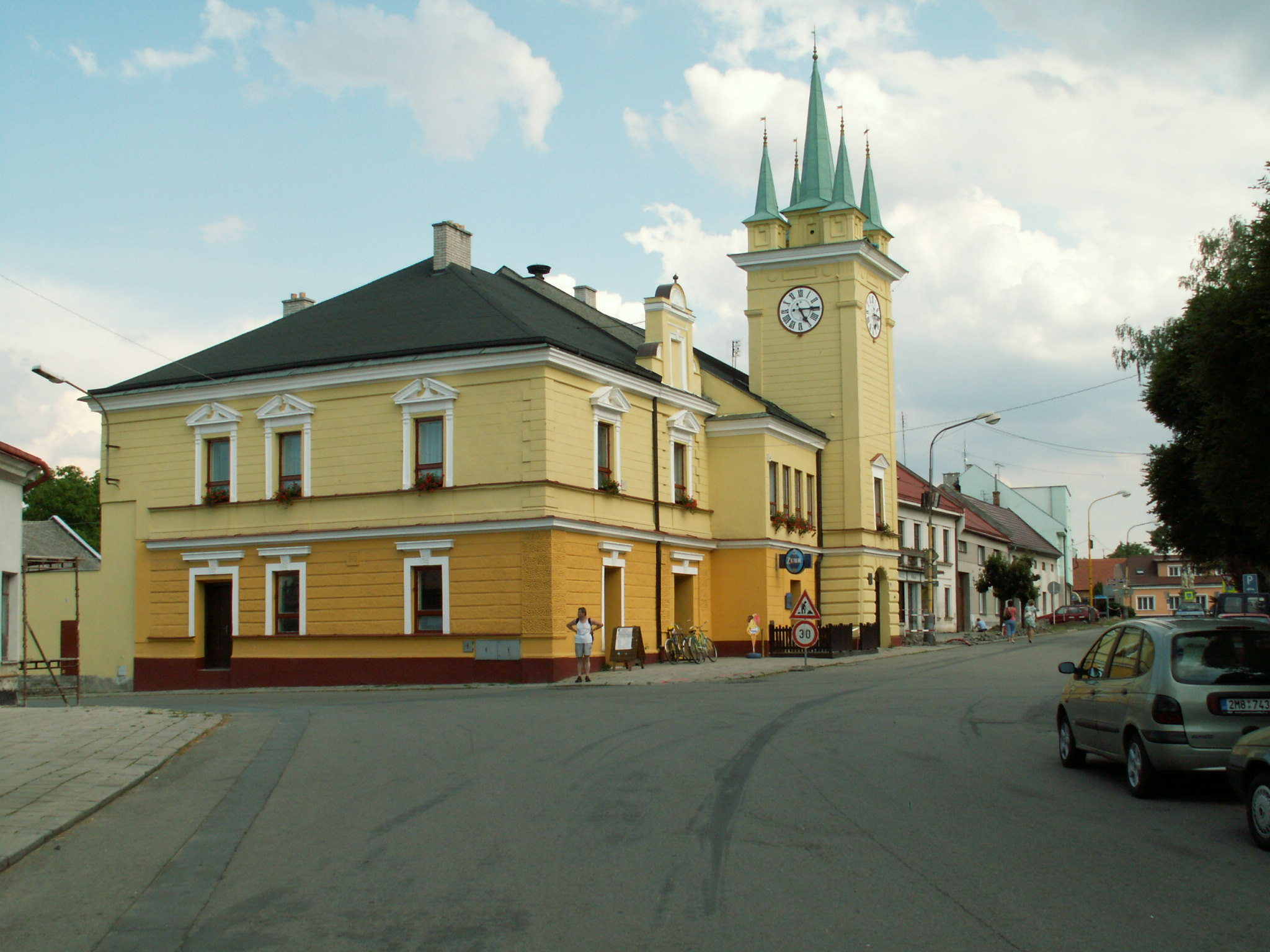
Rathaus

- Schloss Dřevohostice, es entstand zum Übergang des 16. zum 17. Jahrhunderts im Renaissancestil nach Plänen von Girolamo Vlach für Karl den Älteren von Zerotein an Stelle einer Feste aus dem 14. Jahrhundert. Unter den Kaltschmidt von Eisenberg erfolgte ein barocker Umbau. Es dient seit 2002 als örtliches Kulturzentrum.
- Spätbarocke Pfarrkirche St. Gallus, an ihrer Stelle befand sich das zwischen 1570 und 1579 auf Initiative des Brüderbischofs Jan Blahoslav Apterix errichtete Bethaus der Mährischen Brüder. Nachdem die alte katholische Pfarrkirche 1674 einem Stadtbrand zum Opfer gefallen war, wurde diese nicht wieder aufgebaut und stattdessen das ehemalige Bethaus bis 1784 zur neuen Kirche umgebaut. Die Altarbilder schuf Ignaz Raab. Die ursprüngliche Orgel aus dem Jahre 1784 war ein Werk des Brünner Orgelbaumeisters Jan Vejmola, sie wurde 1949 durch eine Rieger-Orgel ersetzt. Das Deckenfresko des hl. Gallus über dem Hauptaltar ist ein Werk des Malers Jano Köhler aus dem Jahre 1932.
- Glockenturm der Mährischen Brüder, seit 1521 ist ein steinerner Glockenturm nachweislich, der heutige 25 m hohe Renaissancebau entstand 1581. Um den Turm befand sich von 1590 bis 1640 der Friedhof der Brüderunität, auf dem u. a. der in Bezuchov verstorbene Bischof Pavel Jessenius beigesetzt wurde.
- Rathaus, Renaissancebau aus dem Jahre 1521
- Hannakisches Vorlaubengehöft am Markt, der Lehmbau entstand in der zweiten Hälfte des 18. Jahrhunderts
- Mariensäule mit Reliefdarstellung von Adam und Eva unter einem Apfelbaum, vor dem Pfarrhaus, geschaffen 1768
- Statue der hll. Kyrill und Method, geschaffen 1892 vom Bildhauer A. Beck.

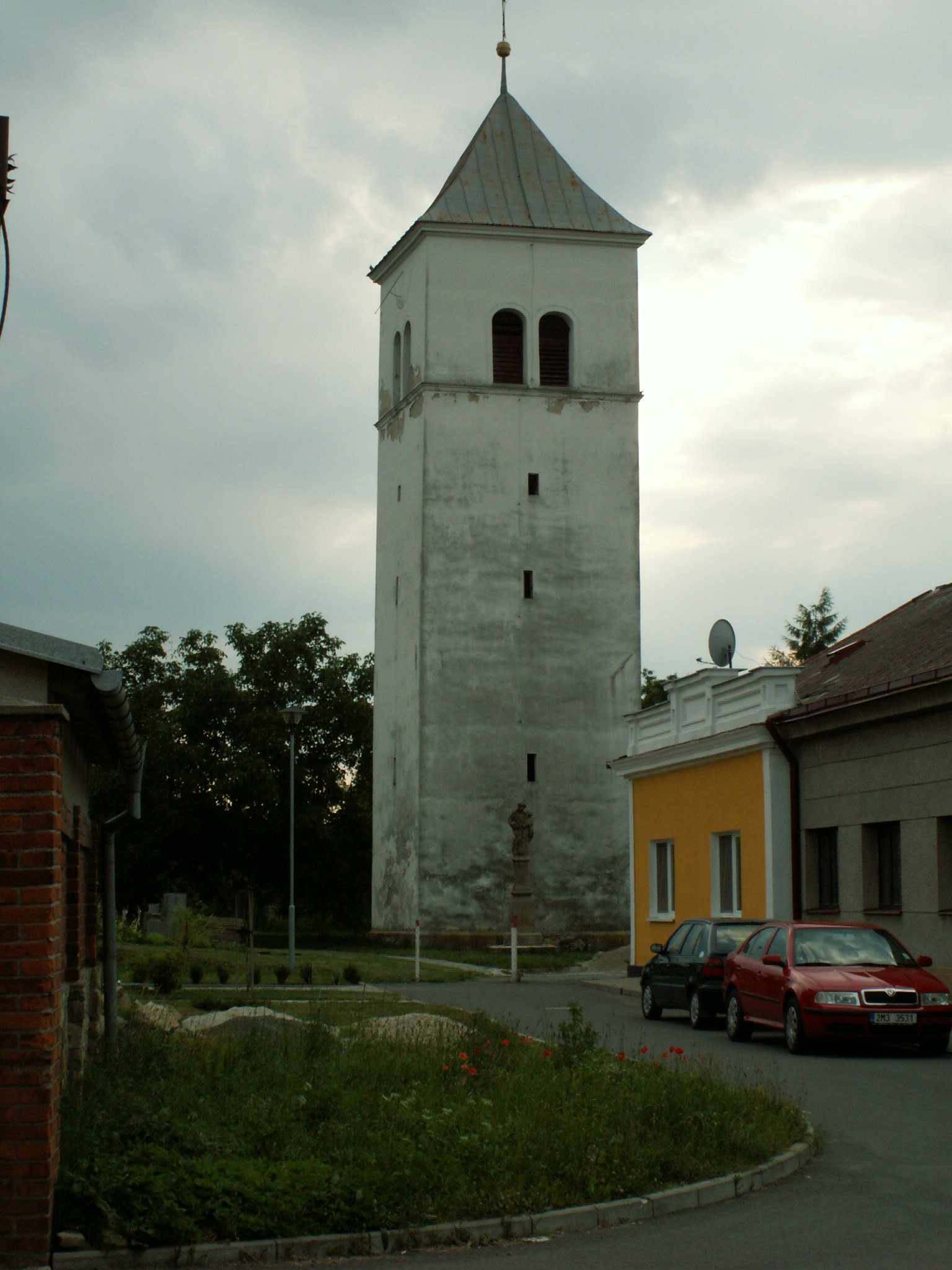
Brüderturm
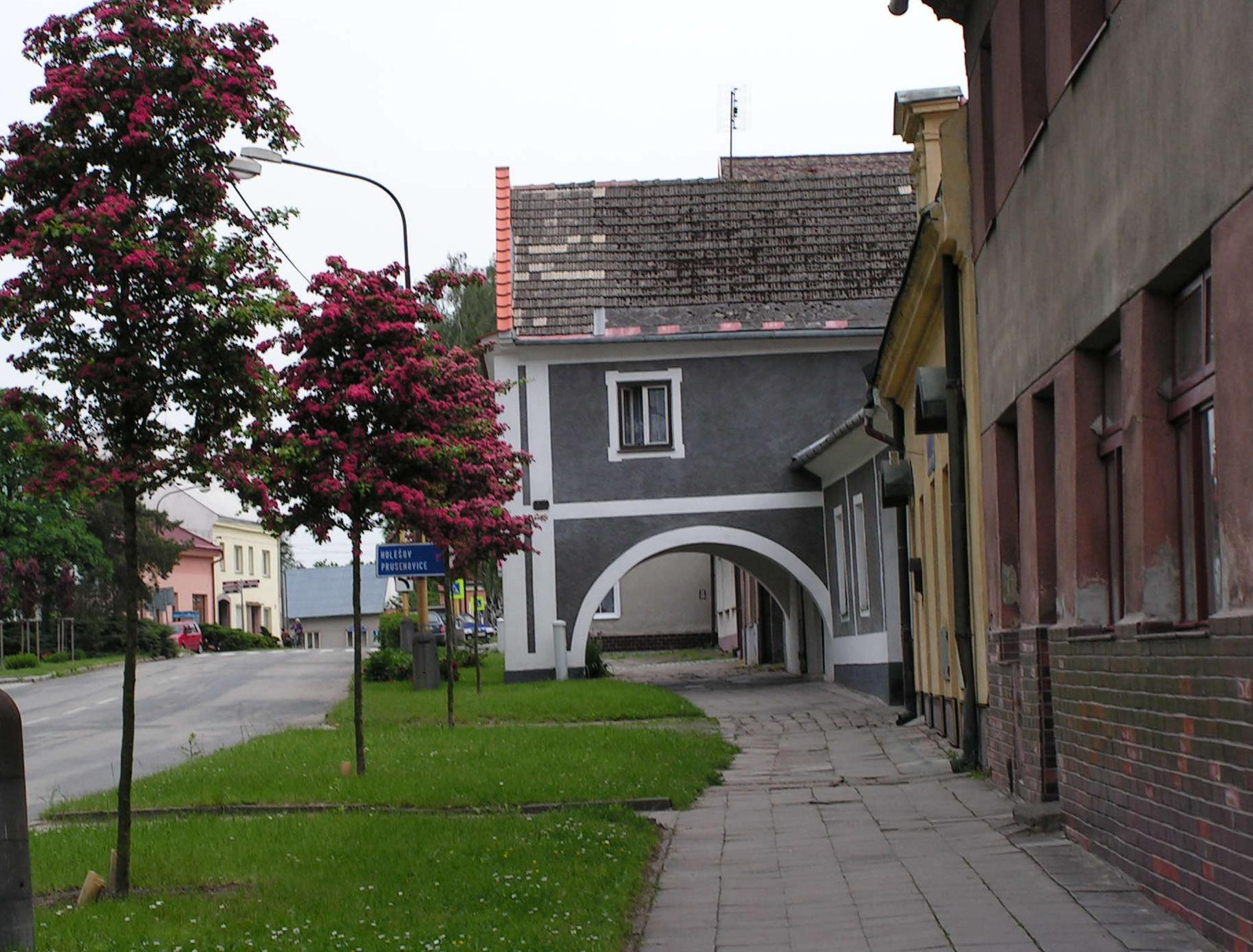
Hannakisches Vorlaubengehöft
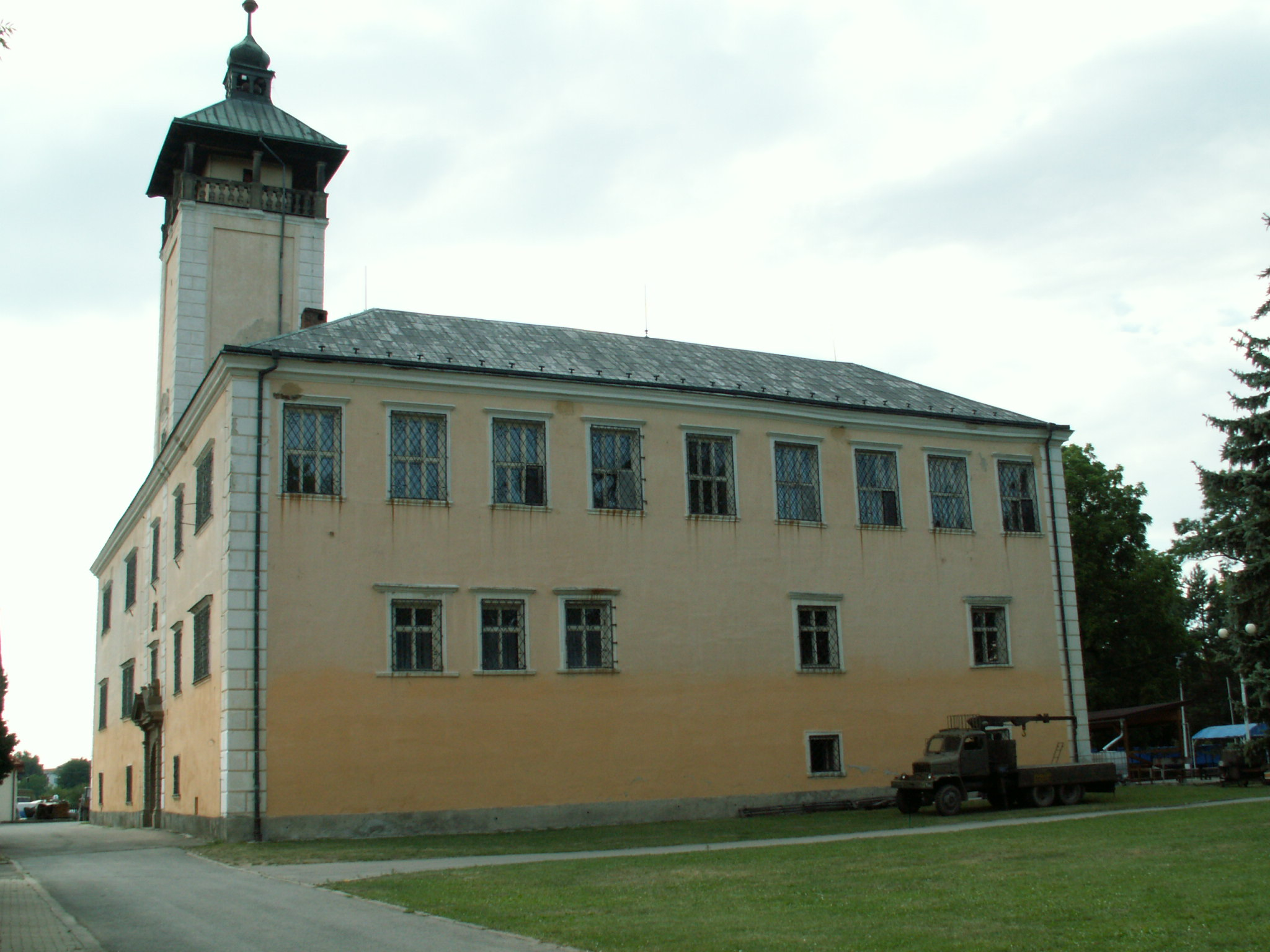
Schloss Dřevohostice
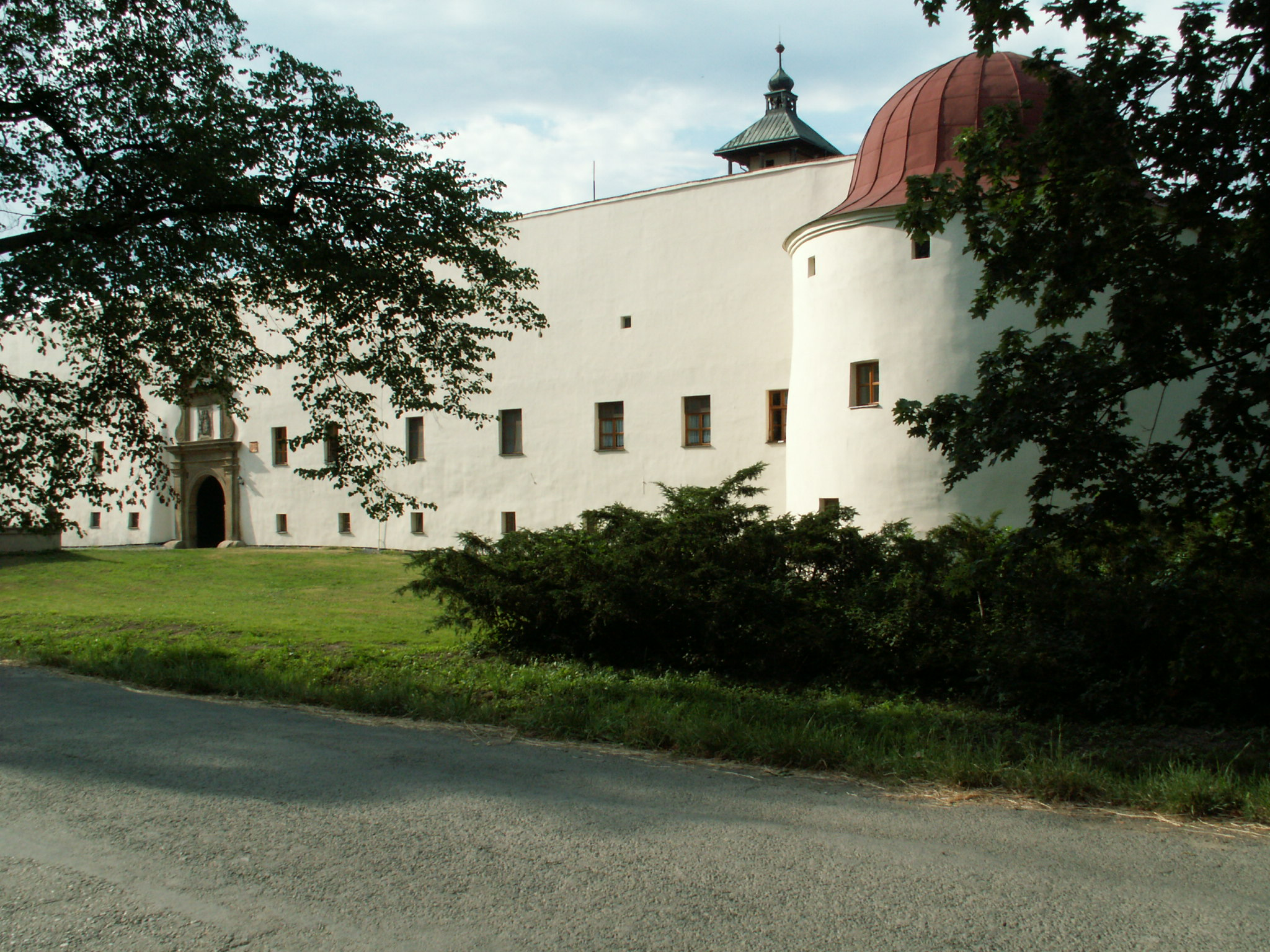
Linke Schlossbastei
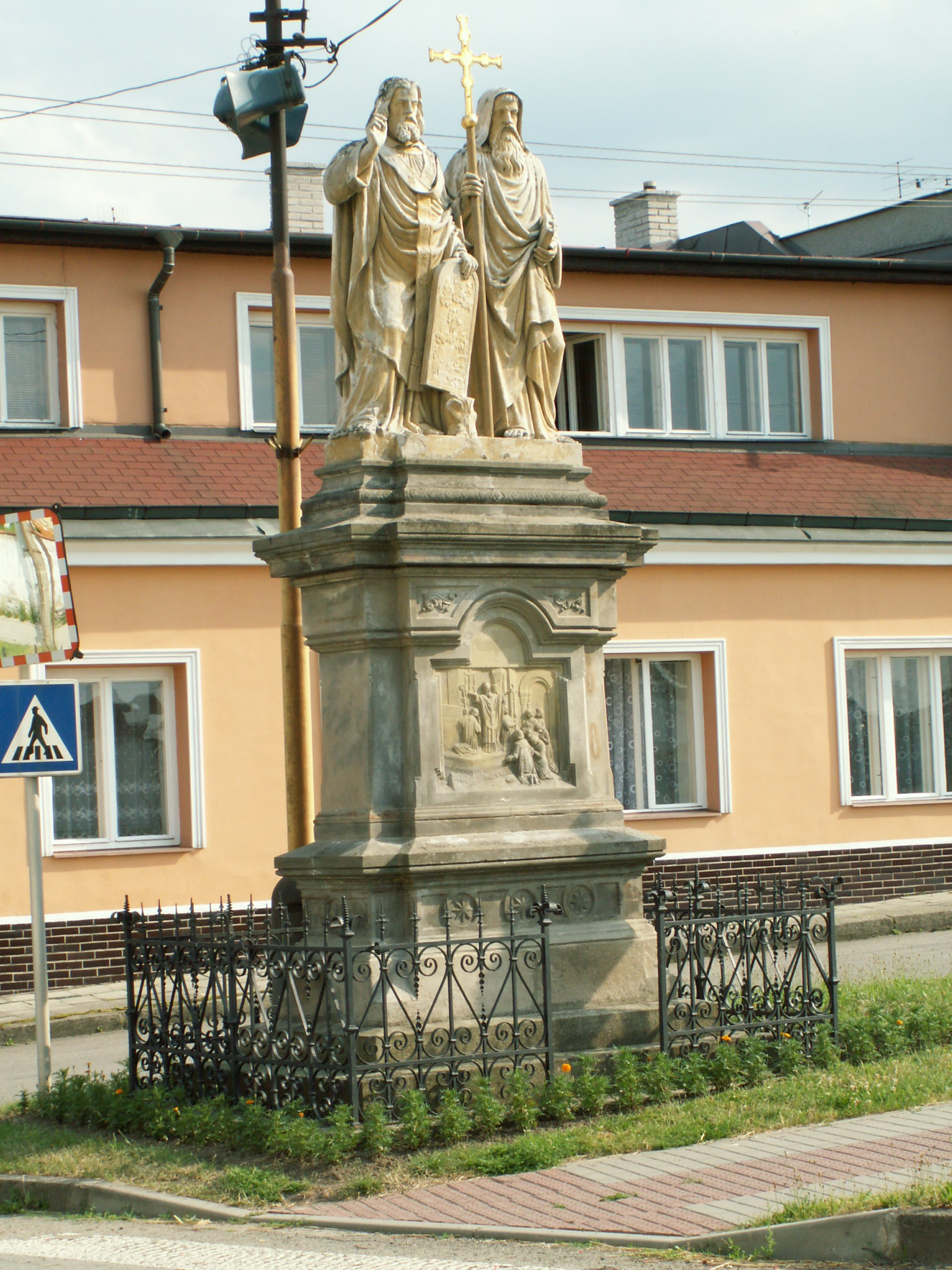
Statue der hll. Kyrill und Method